# Liste der Monuments historiques in Tonnay-Boutonne
Die Liste der Monuments historiques in Tonnay-Boutonne führt die Monuments historiques in der französischen Gemeinde Tonnay-Boutonne auf.

## Liste der Bauwerke
| Bezeichnung        | Beschreibung                        | Standort | Kennzeichnung | Schutzstatus | Datum | Bild |
| ------------------ | ----------------------------------- | -------- | ------------- | ------------ | ----- | ---- |
| Porte Saint-Pierre | Stadttor, erbaut im 14. Jahrhundert | (Lage)   | PA00105286    | Inscrit      | 1928  |      |

## Liste der Objekte
| Bezeichnung | Beschreibung                                         | Standort                       | Kennzeichnung | Schutzstatus | Datum | Bild |
| ----------- | ---------------------------------------------------- | ------------------------------ | ------------- | ------------ | ----- | ---- |
| Monstranz   | Silber und Kupfer, vergoldet, zwischen 1798 und 1809 | in der Kirche St-Martin (Lage) | PM17001648    | Inscrit      | 1989  |      |
| Kelch       | Zinn, 18. Jahrhundert                                | in der Kirche St-Martin (Lage) | PM17001882    | Inscrit      | 1999  |      |